# صمغ الزانثان
 صمغ الزانثان هو عديد السكاريد، المستمدة من الغطاء البكتيري للمستصفرة المرجية المستخدم كمضاف غذائي ومعدلات ريولوجية يشيع استخدامها كعناصر دعم غذائي (كصلصات السلطة مثلاً) ومثبت (في المنتجات التجميلية لمنع المواد من الانفصال مثلاً). يتم إنتاجها بتخمير الجلوكوز، السكروز أو اللاكتوز من قبل المستصفرة المرجية. بعد فترة التخمير يتم التعجيل في متوسط النمو لمتعدد السكاريد بواسطة إيزوبروبانول المجفف والمطحون بشكل مسحوق ناعم. بعد ذلك تضاف لوسط سائل حتى يتشكل الصمغ.

## البناء الحيوي
تنشأ المكونات من الغلوكوز كركيزة لمكونات لسكر nucleotides precursors أو غلوكوز UDP-، وغلوكوز GDP- المطلوبة في بناء وحدة تكرار pentasaccharide. هذه الروابط تشكل مركبات الكزانتان في تمثيل عذائي للكربوهيدرات المركزي. وحدات التكرار تبنى ضمن حاملات دهنية undecaprenylphosphate المثبتة في غشاء خلوي. لاحقاً تنقل ناقلات غلوكوزية خاصة أنصاف سكر نكليوتيد سكر الكزانتان مُشَكِّلة الحاملات الدهنية.
بقايا الأسيتيل والبيروفيل تضاف كأوسمة غير كربوهيدراتية. وحدات التكرار الناضجة تُبَلور وتُصدّر بشكل يشبه آلية الأمعائيات لتشكيل مركبات متعدد السكاريد Wzy-dependent. نواتج عناقيد الجينات الصمغية تؤدي إلى التوليف، البلورة والتصدير لوحدات التكرار.

## التحضير
يحضر متعدد السكاريد من خلال حقن محلول مائي معقم من الكربوهيدرات، مصدر نتروجين،كلورازيبات ثنائي البوتاسيوم وبعض عناصر التتبع. يجب أن تكون التهوية والتحريك جيدة في الوسط والبوليمر يتم إنتاجه بشكل خارج الخلية في الوسط. التركيز النهائي للزانثان المنتج جيداً يختلف حسب طريقة الإنتاج، تأثير البكتريا، واختلاف عشوائي. بعد الاختمار الذي تختلف مدته من يوم إلى أربعة أيام، يصفّى البوليمر من الوسط عبر إضافة إيزوبروبانول ويجفف ثم يطحن لإعطاء المسحوق القابل للذوبان بسهولة في الماء أو أي محلول ملحي.

## تاريخياً
تم اكتشافه من قبل جهد عظيم في الأبحاث من قبل Allene Rosalind Jeanes وفريق الدراسات الذي يعمل معها في قسم الولايات المتحدة الأمريكية للزراعة، الذي تضمن فحص عدد كبير من البوليمر الحيوي لاستخداماتهم المحتملة. ودخلت الإنتاج التجاري من قبل شركة Kelco تحت اسم Kelzan في أوائل الستينات 1960.
تم تطويره لاستخدامه في الغذاء بعد تجارب للتسمم مكثفة على الحيوانات عام 1968. وتم قبوله كمضاف غذائي آمن في الولايات المتحدة، كندا، أوروبا والعديد من البلاد الأخرى برقم بريدي قيمته E415.

## استخدامات
واحدة من الميزات التسويقية لصمغ الكزانتان هو المقدرة على إنتاج زيادة كبيرة من اللزوجة في السائل بإضافة كمية قليلة من الصمغ، بنسبة واحد بالمئة. في أغلب الأغذية، يستخدم بنسبة 0.5% ويمكن أن تستخدم بنسب تركيز اقل من ذلك. لزوجة سائل صمغ الكزانتان يتناقص مع ارتفاع نسبة القص، وهو ما يسمى تخفيف بالقص أو pseudoplasticity. وهذا يعني ان المنتج يخضع للقص، سواء بالمزج أو بالهز أو بالمضغ، ويحفف لكن ما ان تزول أسباب القص، يعود الغذاء فيثخن. أما الاستخدام العملي فيكون في تتبيلة السلطة: صمغ الكزانتان يمكن أن يوفر ثخانة تبقي الخليط متجانس جداً، لكن قوى القص التي يولدها الهز والصبّ يخففه، فيمكن ذلك من سكبه بسهولة. وعندما يخرج من الزجاجة فإن قوى القص تزال ويعود للثخانة التي كان عليها، فيتماسك فوق السلطة. وخلافاً لأنواع أخرى فإن صمغ الكزانتان يبدي تماسكاً أكبر في مجال كبير من درجات الحرارة ودرجة الحموضة. في الأغذية يتواجد صمغ الكزانتان في صلصة السلطة والصلصات بشكل عام. حيث يساعد في الوقاية من الانفصال وذلك بتماسك المستحلَب، على الرغم من انه ليس مستحلِب. يساعد صمغ الكزانتان أيضاً في تعطيل مؤقت للجزيئات السائلة في التوابل مثلاً. وكذلك يستخدم في الأغذية المجمدة والأشربة، حيث يساعد صمغ الكزانتان في إيجاد قوام لطيف في العديد من أنواع المثلجات، جنباً إلى جنب مع صمغ الغار وصمغ حبوب الخرنوب. معجون الأسنان عادة يحوي على صمغ الكزانتان حيث يعمل كرابط يبقي المنتج متماسكاً. ويستخدم صمغ الكزانتان أيضاً في الخبز الخالي من الغلوتين. وبما أن الغلوتين الموجود في القمح يجب أن يهمل، يستخدم صمغ الكزانتان لجعل العجينة «لزوجة» لا تتحقق إلا بوجود الغلوتين. ويساعد أيضاً في تثخين بدائل البيض الصناعية التي تصنع من بياض البيض لتحل محل الدسم والمستحلبات الموجودة في صفار البيض. وهو طريقة مفضلة لتثخين السوائل لأولئك الذين يعانون من صعوبات في البلع حيث لا يسبب أي تغير في لون أو طعم المادة الغذائية.
في صناعة النفط، يستخدم صمغ الكزانتان بكميات كبيرة عادة لتثخين حفر الطين. هذه السوائل تساعد في حمل بت القطع الصلبة خلال الحفر مجدداً إلى السطح. يوفر صمغ الكزانتان «نهاية منخفضة» ممتازة في علم الجريان ريولوجيا. وعند التوقف عن الدوران تبقى المواد الصلبة معلقة في الحفر. الاستخدام الأوسع لالحفر الأفقي والتحكم الجيد المطلوب للمواد الصلبة المحفورة أوصل إلى استخدام واسع لصمغ الكزانتان. حيث يتم إضافته أيضاً للخرسانة المسكوبة تحت الماء لزيادة اللزوجة ومنع الانجراف.
في مجال مستحضرات التجميل يستخدم صمغ الكزانتان لإعداد المواد الهلامية المائية، عادة بالتداخل مع بنتونيت الطين. وهو مستخدم أيضاً في مستحلبات زيت-في-الماء للمساعدة في استقرار قطرات الزيت لمواجهة الاندماج.
حيث له بعض خصائص ترطيب للبشرة. وهو مكون شائع في وصفات دم مزيف وفي الغراء أو slime.

## صمغ الكزانتان والصحة
وجدت أدلة أن العمال الذين تعرضوا لغبار صمغ الكزانتان ارتبط تقييم جهازهم التنفسي بتعرضهم لغبار الكزانتان.

### الحساسية
مجموعة المواد المستمدة من صمغ الكزانتان قد تكون مصدراً للحساسية، مثل الذرة، القمح، أو فول الصويا. والأشخاص المعروفون بقابلية الحساسية تجاه المنتجات الغذائية يُنصَحون بتجنب الأغذية التي تحوي صمغ الكزانتان، فيجب أولا تحديد مصدر صمغ الكزانتان قبل استهلاك الغذاء.
على وجه التحديد، الاستجابة للحساسية قد تظهر لدى الأشخاص الحساسين تجاه وسط النمو للذرة، فول الصويا أو القمح.
على سبيل المثال تم الكشف عن بقايا غلوتين القمح في صمغ الكزانتان المصنوع من القمح. وهذا قد يؤدي إلى استجابة عند أشخاص بحساسية عالية للغلوتين. البعض يعتبر ذلك حساسية منفصلة عن صمغ الكزانتان مع أعراض مشابهة للحساسية من الغلوتين. صمغ الكزانتان هو «ملين ذو كفاءة عالية» بناءً على الدراسة التي تمت على 18 من المتطوعين العاديين بإعطائهم 15غ في اليوم لمدة 10 أيام. بعض الأشخاص أبدوا رد فعل على كمية صغيرة من صمغ الكزانتان بأعراض انتفاخ معوي وإسهال.